# Henschel Hs 293
La Henschel Hs 293 A est une bombe planante téléguidée anti-navires développée en Allemagne pendant la Seconde Guerre mondiale par les usines aéronautiques Henschel Flugzeugwerke de Berlin. Le chef du bureau d'études responsable est Herbert Wagner (en).

## Présentation
Commandée au début de l'année 1940, elle était conçue comme un avion et possédait une voilure munie d'ailerons, un empennage muni d'une gouverne de profondeur et une propulsion autonome par moteur-fusée qui fonctionnait pendant 10 secondes et conférait à la bombe une vitesse de 900 km/h environ. Elle était larguée à partir d'un bombardier, et était dirigée sur sa cible par signaux radio.
Plus de 12 000 exemplaires furent construits et environ 400 bombes furent larguées à partir de 1943, provoquant la destruction d'environ 55 navires. Le Junkers Ju 290 A-7, au rayon d'action de l'ordre de 5 000 km, apparu au début 1944, pouvait emporter 3 Hs 293-A sous son fuselage et la voilure. Au cours de l'année 1944, les Alliés acquirent la supériorité aérienne sur tous les fronts. Ceci provoqua tant de pertes dans la Luftwaffe que la bombe ne fut plus utilisée à partir du milieu de l'année 1944.
- Télécommande :
  - émetteur (embarqué sur avion porteur) FuG 203 Kehl fabriqué par Telefunken et Opta (FuG → Funkgerät = appareil radio)
  - récepteur (sur la bombe) : FuG 230 Strassburg fabriqué par StaRu (Stassfurter Rundfunkgesellschaft)

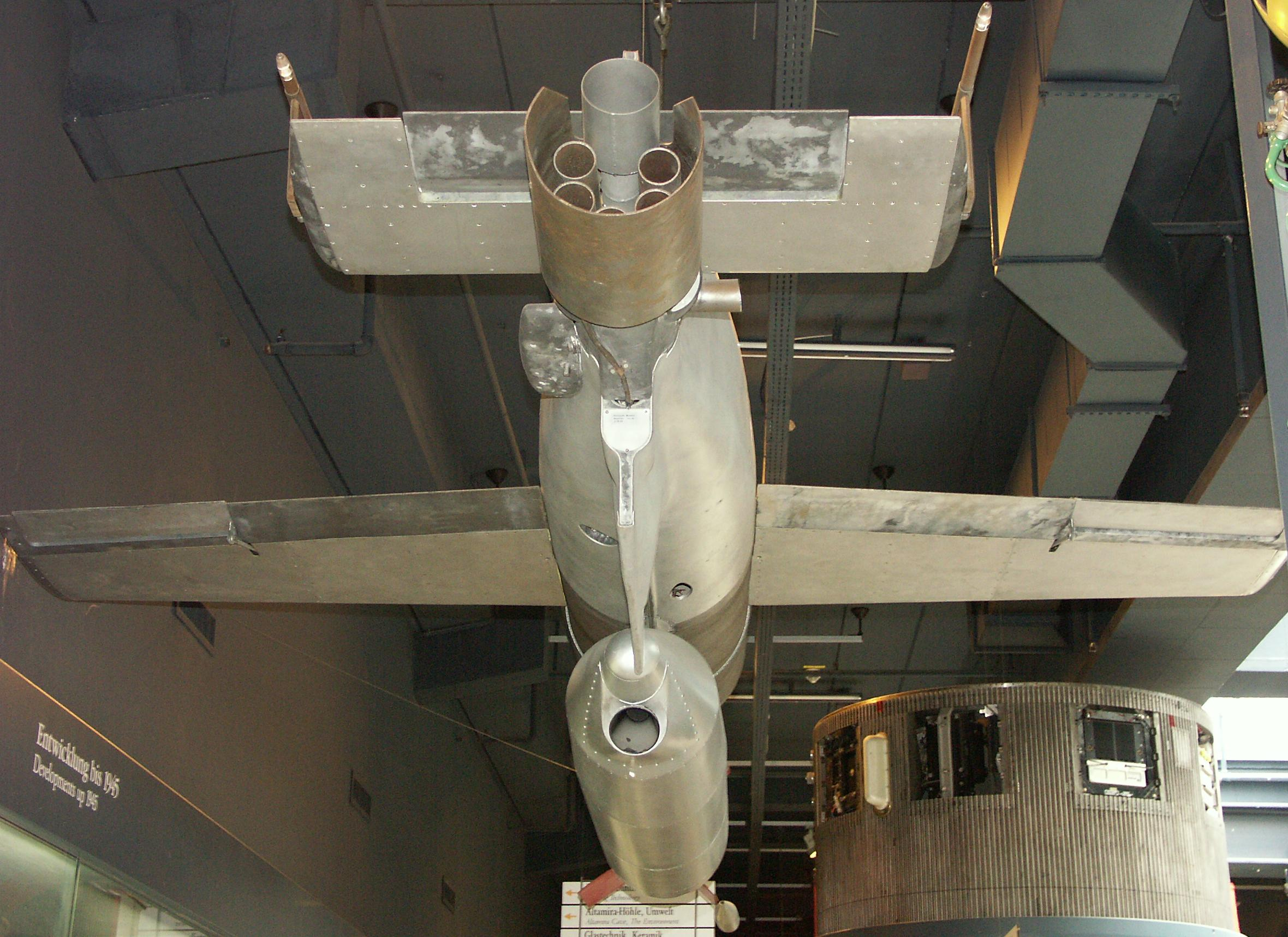
Vue des tuyères
- Fiche descriptive éditée par le renseignement américain

## Utilisations au combat
Le 25 août 1943 est enregistrée la première attaque réussie par un missile guidé, qui atteint la corvette HMS Bideford (L43) (en). Cependant, la charge n'explosant que partiellement, les dégâts furent minimes. Le 27 août, la destruction de la corvette HMS Egret, attaquée par une escadrille de 18 Dornier Do 217 emportant des bombes planantes Henschel Hs 293 amène à la suspension de toutes les patrouilles anti-sous-marines anglaises dans le golfe de Gascogne. Le 26 novembre 1943, une Hs 293 coule le transport de troupes HMT Rohna, causant la mort de plus de 1 000 personnes.
Parmi les autres bateaux endommagés ou coulés par les Hs 293, on peut relever :
- 25 août 1943 : HMS Landguard (en), une corvette de la classe Banff (en), légèrement endommagée en même temps que le Bideford dans le golfe de Gascogne[3] ;
- 27 août 1943 : NCSM Athabaskan (G07), un destroyer canadien de la classe Tribal, fortement endommagé en même temps que la destruction du HMS Egret dans le golfe de Gascogne[4]
- HMHS Newfoundland, un transport de courrier, fortement endommagé et coulé au canon par les alliés ;
- 14 septembre 1943 : SS Bushrod Washington , coulé pendant l'Opération Avalanche[5] ;
- 15 septembre 1943 : SS James W. Marshall endommagé pendant l'Opération Avalanche, et coulé plus tard pour servir de brise-lames pour le port Mulberry. Il est aussi possible que le bateau ait en fait été touché par une Fx 1400 Fritz X[5]
- HMS LST-79 (en), coulé ;
- SS Samite, endommagé ;
- SS Hiram S. Maxim, endommagé ;
- SS Selvik, endommagé ;
- 6 novembre 1943 : USS Tillman (DD-641) (en), un destroyer de la classe Gleaves, légèrement endommagé alors qu'il escortait le convoi KMF-25A en mer Méditerranée[5]. Il est aussi possible que le bateau ait en fait été touché par une torpille[note 1],
- HMS Rockwood, légèrement endommagé, rayé ultérieurement des listes ;
- HMS Dulverton, fortement endommagé puis sabordé ;
- MV Marsa, coulé ;
- SS Delius, endommagé ;
- 23 janvier 1944 : HMS Jervis, un destroyer de la classe J, mis hors de combat durant l'Opération Shingle[5] ;
- HMS Janus, un destroyer de la classe J, coulé probablement par une Hs 293, ou une torpille ;
- USS Prevail (AM-107) (en), un dragueur de mines de la classe Auk, endommagé probablement par une Hs 293 ;
- USS Mayo (DD-422) (en), un destroyer de la classe Benson, endommagé probablement par une Hs 293, ou une mine ;
- SS John Banvard, endommagé ;
- 29 janvier 1944 : SS Samuel Huntington (en), coulé durant l'Opération Shingle[5] ;
- 29 janvier 1944 : HMS Spartan (95), coulé durant l'Opération Shingle[5] ;
- 15 janvier 1944 : USS Herbert C. Jones (DE-137) (en), endommagé durant l'Opération Shingle[5] ;
- 16 février 1944 : Elihu Yale, coulé durant l'Opération Shingle ; le chaland de débarquement LCT 35 qui était à côté a été également coulé[5] ;
- 25 février 1944 : HMS Inglefield ;
- HMS Lawford (K514) (en), coulé probablement par une Hs 293, le rapport officiel ne mentionnant qu'une « torpille aérienne » ;
- HMCS Matane, endommagé ;
- USS LST-282, coulé pendant le débarquement de Provence[6].

Bien que conçue comme arme anti-navire, la bombe a été également utilisée pendant la bataille de Normandie, au début d'août 1944, pour détruire des ponts sur les rivières Sées et Sélune. Un pont fut légèrement endommagé, pour la perte de 6 avions d'attaque.
La Hs 293 était transportée par les Heinkel He 111, Heinkel He 177, Focke-Wulf Fw 200 et Dornier Do 217. Cependant, seul le Heinkel 177, certaines variantes du Focke-Wulf 200 et le Dornier 217 l'ont utilisée de manière opérationnelle.